# Алатир (река)
 Тази статия е за реката.  За едноименният град вижте Алатир.  
Алатир (на руски: Алатырь; на чувашки: Улатăр, на ерзянски: Ратор) е река в Нижегородска област, Република Мордовия и Република Чувашия в Русия, ляв приток на Сура (десен приток на Волга). Дължина 296 km. Площ на водосборния басейн – 11 200 km².

## География
Река Алатир извира на 187 m н.в., южно от село Стекляви, на около 10 km западно от град Первомайск в Нижегородска област. Основната посока на течението е на изток. В горното си течение по нея преминава участък от границата между Нижегородска област и Република Мордовия, след това последователно преминава през територията на Первомайски, Лукояновски и Починковски район на Нижегородска област, Ичалковски и Ардатовски район на Република Мордовия. Долното течение се намира в Алатирския район на Република Чувашия. Влива се отляво в река Сура (десен приток на Волга в северните покрайнини на град Алатир.
Реката протича по северната част на Приволжкото възвишение, през гористи местности. Основните горски масиви са разположени по левия бряг. Десният бряг след село Мадаево е почти без гори.
Долината на река е плътно заселена, като по бреговете ѝ има множество населени места, най-големите от които са град Алатир (в Република Чувашия), град Ардатов и селищата от градски тип Тургенево и Кемля (Република Мордовия); големите села Ахматово (в Чувашия), Каласево, Лунга, Лунгински Майдан, Тарханово, Берегови Сиреси, Нови Ичалки, Кергуди, Гуляево и Кендя (в Мордовия), Кочкурово, Илинское, Байково, Пузкая Слобода, Мадаево, Новомихайловка, Шутилово и Обухово (в Нижегородска област).

## Хидрография
В горното си течение Алатир е ручей с ширина 0,5 – 1 m и дълбочина от 0,3 – 0,5 m и често срещащи се участъци с широчина до 10 m и дълбочина до 1,5 – 2 m, заливната зона е широка, бреговете са ниски (0,5 – 1 m). Горното течение на реката през лятото често пресъхва. След това, след село Орловка, реката се променя: ширината достига 15 m, а дълбочината – 2 – 2,2 m, скоростта на течението е 0,1 m/s. Бреговете са стръмни, с височина до 3 – 5 метра; рядко има по-ниски места, обрасли с гъсти храсти.
В средното течение бреговете са стръмни, високи 3 – 5 метра, срещат се както скали (до 20 m), така и ниски места. Ширината на реката е 25 – 50 метра, с максимум в района на Тургеневското водохранилище – 80 – 100 метра. Средната дълбочина е 2 – 3 m, на плитчините – 0,2 – 0,4 (до 1,5 m). Скоростта на течението е 0,4 – 0,92 m/s в речните участъци, 0,36 – 0,55 m/s при село Тургенево и 0.1 m/s при водохранилището.
Долното течение е бавно, водата е мътна.
Най-големите притоци на Алатир са Рудня и Инсар (и двата – десни). В заливните равнини край село Чуварлей в Алатирския район се намира езерото Шиблево.
Захранването е предимно от топенето на снеговете. Алатир замръзва през ноември, ледоходът е в началото на април.

## Притоци
(км от устието)
- 18 km: Миролейка (лв)
- 34 km: река Песчанка (ляв)
- 63 km: ручей Адряевка (десен)
- 75 km: река Уксун (ляв)
- 82 km: река Чанга (ляв)
- 94 km: река Барахманка (ляв)
- 105 km: река Нуя (74 km, десен)
- 108 km: река Селиевка (десен)
- 112 km: река Ашня (ляв)
- 124 km: ручей Калша (ляв)
- 136 km: река Инсар (168 km, десен)
- 139 km: река Татар-Велен-Лей (десен)
- 140 km: ручей Кемлятка (десен)
- 146 km: река Язовка (ляв)
- 152 km: река Пелка (десен)
- 165 km: река Батмас (ляв)
- 179 km: река Рудня (86 km, десен)
- 184 km: река Ужовка (ляв)
- 190,8 km: река Муравей (ляв)
- 200 km: река Ирест (десен)
- 202 km: ручей Арзинка (ляв)
- 213 km: река Меншовка (ляв)
- 216 km: река Мадаевка (десен)
- 225 km: река Арзинка (ляв)
- 230 km: река Ирса (десен)
- 233 km: река Панзелка (лв)
- 237 km: река Пандус (ляв)
- 240 km: река Мокрая Чеварда (ляв)
- 256 km: река Вишковка (ляв)
- 263 km: река Сух Алатир (ляв)
- 264 km: река Умоч (ляв)

## Данни
Според държавния воден регистър на Русия, реката се отнася към Горноволжкия басейнов окръг, участъкът на управление на водите на реката е от източника до устието. Речен подбасейн на реката – Сура; речен басейн на реката – (Горна) Волга до Куйбишевското водохранилище (без басейна на Ока).